# Proboscina fecunda
Proboscina fecunda är en mossdjursart som beskrevs av Arnold Girard Kluge 1962. Proboscina fecunda ingår i släktet Proboscina och familjen Oncousoeciidae. Inga underarter finns listade i Catalogue of Life.